# Heliconia rostrata
Heliconia rostrata es una especie herbácea perenne de la familia Heliconiaceae, que habita en selvas tropicales de México, República Dominicana , Belice, Guatemala, El Salvador, Costa Rica, Honduras, Nicaragua, Panamá, Brasil, Colombia, Ecuador, Venezuela, Perú, Paraguay, Argentina, Chile y Bolivia. En este último país es denominada como patujú y, junto a la kantuta, es una de sus dos flores  nacionales .

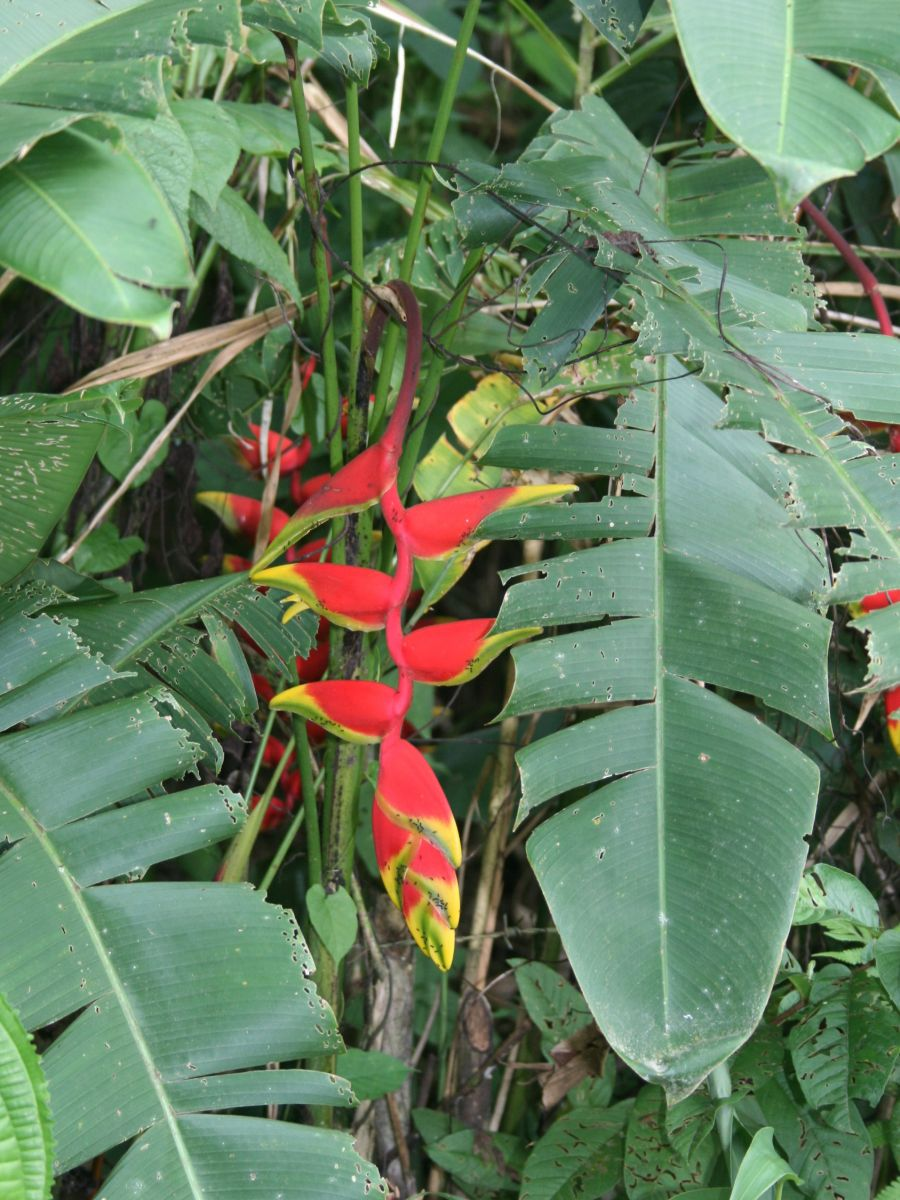
En su hábitat.

## Información general
La especie es originaria de Bolivia, Colombia, Ecuador y Perú, donde crece en los márgenes de los bosques húmedos y a lo largo de las riberas de los cursos de agua a bajas altitudes.
El nombre del género deriva del latín “Heliconius, a, um” = de Helicón, monte sagrado dedicado a Apolo y a las Musas, en la mitología griega; el nombre específico es el adjetivo latino “rostratus, a, um”= dotado de rostro, en referencia a las brácteas en forma de pico de los papagayos.
Nombre común: crab claw, hanging lobster-claws, hanging parrot’s beak, lobster claw, parrot’s beak heliconia (inglés); heliconia rostrè, pince de homard (francés), bananeira do brejo, bananeira ornamental (portugués- Brasil), patajú, platanillo (español).
La Heliconia rostrata Ruiz & Pav. (1802) es una especie herbácea, erecta, rizomatosa, perenne, siempre verde, que forma rápidamente densas plantas de 1 a 5 metros de altura.
Las hojas crecen sobre un pecíolo de 20 a 30 cm de largo: son basales, alternas, simples, enteras, oblongas y con un ápice bruscamente puntiagudo y con una nervadura central prominente en la cara inferior, de un largo entre 0,40 a 1,20 metros, y de un ancho entre 10 a 20 cm, de un color verde intenso en su cara superior, y un verde más claro en la inferior; las bases foliares son envainadas, y forman un falso tronco de unos 50 a 90 cm de longitud.
La inflorescencia, sobre un robusto pedúnculo, es una espiga terminal colgante, de entre 30 y 80 cm de largo, con un raquis marcadamente ondulado de color rojo y con 10 a 40 brácteas alternadas con su concavidad dirigida hacia abajo, imbricadas, coriáceas, puntiagudas, que recuerdan por la forma, al pico de un papagayo, de color rojo brillante, con ápice color crema y amarillo y márgenes verdes, de 6 a 15 cm de largo. Las brácteas encierran hasta 18 flores tubulares, de 3,5 a 4,5 cm de largo, de color blanco en la base, amarillo pálido en el ápice, llenas de néctar.
Las flores, con simetría bilateral, son hermafroditas, con 3 sépalos, de los cuales 2 se encuentran fusionados y uno está libre, y 3 pétalos fusionados juntos, poco diferenciados entre sí, con 5 estambres fértiles y un estaminoides opuesto al sépalo libre. Las flores son polinizadas por los colibríes. Los frutos son drupas subglobosas de color inicialmente verde, pasando al azul oscuro brillante al madurar, conteniendo entre 1 y 3 semillas.
Se reproduce por semillas, previamente escarificadas y sumergidas en agua por 4 días para reblandecer el tegumento, en sustrato orgánico, con arena silícea o bien con un 30% de perlita, manteniendo húmedo este sustrato y a una temperatura de entre 26 y 28 ⁰C. Tienen un tiempo de germinación variable de entre uno a 6 meses o más; la primera floración se produce luego de 3 a 4 años. Pero generalmente se recurre a la división de los rizomas en primavera, con cada una de las secciones provista de diversas yemas vegetativas.
Es una de las especies ornamentales más cultivadas de Heliconia, por sus inflorescencias vivamente coloridas y de duración muy larga en la planta; de estas se han seleccionado numerosas variedades, entre las cuales algunas son de dimensiones más reducidas, cultivables en regiones de climas tropicales y subtropicales húmedos, a pleno sol o bien en lugares ligeramente sombreados. Necesita suelos ricos de sustancia orgánica, ácidos o neutros, bien drenados, mantenidos constantemente húmedos, pero sin inundarlos y al reparo de los vientos.

## Descripción
A diferencia de otras especies del género que crecen de forma vertical, como Heliconia caribaea y cuyas flores en forma de copa almacenan agua para abastecer a pájaros e insectos, las de Heliconía rostrata se inclinan hacia abajo y constituyen una fuente de néctar, especialmente para los colibríes.
Es una especie perenne de raíz rizomatosa que puede alcanzar entre 1,5 a 3 m de altura. Posee grandes hojas alargadas (0,60-1,20 cm) de color verde medio y largas inflorescencias colgantes (30-60cm) formadas por numerosas brácteas de color rojo.
El patujú, como es conocida en Bolivia, crece en la zona amazónica de las tierras bajas de ese país.

## Taxonomía
Heliconia rostrata fue descrita por Ruiz & Pav. y publicado en Flora Peruviana, et Chilensis 3: 71, t. 305. 1802.
Etimología
Heliconia: nombre genérico que hace referencia a la montaña griega Helicón, lugar sagrado donde se reunían las Musas.
rostrata epíteto latíno que significa "provisto de pico".
Sinonimia
- Bihai rostrata  Griggs
- Heliconia poeppigiana Eichler ex Petersen
- Bihai poeppigiana (Eichler ex Petersen) Kuntze.

## Nombres comunes
Los nombres comunes con los que se la conoce son platanillo, patujú, y heliconia. 